# Lucien Lange
Lucien Lange est un coureur cycliste français, né le 25 mai 1904 à Haraucourt, au 44 Impasse Montgadin, et mort le 11 juillet 1982 à Vandœuvre-lès-Nancy. Il est le fils aîné de Jules Auguste Lange et de Julie Joséphine Lalante. 

## Biographie
Son fils et sa femme perdirent la vie comme spectateurs lors du Grand Prix automobile de Lorraine 1934.

## Palmarès
Lucien Lange remporte le grand prix de la Bergère Lorraine en 1925. L'épreuve faisait 140 km. 123 coureurs étaient engagés.
Il gagne le grand prix Albert-Piqué en 1927.
Il est vainqueur du brevet militaire de l'U.V.F en 1927.
Il remporte le challenge Chapelle au classement individuel en 1927.
En 1928, il remporte la Course Nancy-Ceintrey et retour. Il a parcouru 36 km en 1 h 5 min.
Il gagne le prix Albert-Piqué en 1929.

## Résultats sur le Tour de France
- 1928 : 40e[7]
- 1930 : 50e[7]

Il a couru ces deux éditions pour l'équipe régionale d'Alsace-Lorraine.

## références
1. ↑  « L'Est Républicain », sur kiosque.limedia.fr, 27 juin 1926 (consulté le 30 juin 2024), p. 5
2. ↑  « L'Est Républicain », sur kiosque.limedia.fr, 14 mars 1927 (consulté le 30 juin 2024), p. 4
3. ↑  « L'Est Républicain », sur kiosque.limedia.fr, 11 avril 1927 (consulté le 30 juin 2024), p. 6
4. ↑  « L'Est Républicain », sur kiosque.limedia.fr, 24 janvier 1928 (consulté le 30 juin 2024), p. 4
5. ↑  « L'Éclair de l'Est », sur kiosque.limedia.fr, 21 mars 1928 (consulté le 30 juin 2024), p. 4
6. ↑  « L'Est Républicain », sur kiosque.limedia.fr, 21 janvier 1929 (consulté le 30 juin 2024), p. 4
7. 1 2  Classement de Lucien Lange au tour de France